# Slaget ved Schelde
Slaget ved Schelde var en række militære operationer, som blev udført af 1. canadiske armé under generalløjtnant Guy Simonds. Slaget foregik i det nordlige Belgien og det sydvestlige Holland under 2. verdenskrig mellem 2. oktober og 8. november 1944
I september 1944 var det blevet af afgørende betydning for de allierede at få ryddet begge sider af Scheldemundingen for at åbne havnen i Antwerpen for allieret skibsfart, og derved lette de forsyningen af de allierede hære i Holland, Belgien og hele vejen østpå til Vestvolden. Siden de allierede styrker var blevet landsat i Normandiet i Frankrig på D-dag, 6. juni 1944, var den britiske 2. armé trængt frem til Belgien og havde erobret Bruxelles og Antwerpen. Antwerpen var blevet erobret med havnen intakt, og det vile have stor betydning for de allieredes forsyningssituation at kunne bruge den til losning af forsyninger. Men fremrykningen stoppede her, og tyskerne havde stadig kontrollen med nordsiden af Schelde ud til Den engelske kanal.
Der blev ikke gjort noget ved blokaden af havnen i Antwerpen i september fordi hovedparten af de allierede ressourcer gik til Operation Market Garden, general Montgomerys dristige plan om et smalt fremstød, der skulle sikre et fodfæste på den anden side af Rhinen ved Arnhem, og derfra give mulighed for et fremstød ind i Tyskland. Operationen startede den 17. september. I mellemtiden kunne de tyske styrker ved Schelde forberede deres forsvar.
I starten af oktober, efter at operation Market Garden var slået fejl med store tab til følge, gik allierede styrker under ledelse af den 1. canadiske armé i gang med at få kontrol over adgangen til havnen i Antwerpen. De velforskansede tyske forsvarere gennemførte et effektivt henholdende forsvar. Slaget ved Schelde blev vanskeliggjort af det sumpede terræn, og blev et yderst besværligt og kostbart felttog. Historikere har stort set overset det, indtil i de senere år.
Efter fem ugers vanskelige kampe lykkedes det for 1. canadiske armé, med støtte af tropper fra en række andre lande, at sikre sig kontrollen over Schelde efter adskillige amfibieangreb, krydsning af kanaler og kampe i åbent terræn. Der var miner på både landjorden og i vandområderne og tyskerne forsvarede deres tilbagetog med såvel artilleri som snigskytter.
Det lykkedes endelig for de allierede at rydde havneindløbet den 8. november, men det kostede 12.873 dræbte, sårede og savnede, heraf halvdelen canadiere.
Da de tyske forsvarere ikke længere udgjorde en trussel tog det yderligere tre uger før det første skib med allierede forsyninger kunne losse i Antwerpen (den 29. november 1944), da indløbet og havnebassinerne først skulle renses for miner.

## Åbningen af Schelde
Den 12. september 1944 fik 1. canadiske armé, som midlertidigt var under ledelse af generalløjtnant Guy Simonds, til opgave at rydde Schelde. 1. canadiske armé bestod på daværende tidspunkt af 2. canadiske korps, 1. polske pansrede division, 49. og 52. britiske division samt 1. britiske korps.
Planen for åbning af Schelde mundingen omfattede fire hovedoperationer, som blev gennemført i et yderst vanskeligt område:
- Den første opgave bestod i at rydde området nord for Antwerpen og sikre adgang til Zuid-Beveland.
- Den anden bestod i at rydde den tyske lomme ved Breskens nord for Leopold-kanalen ("Operation Switchback").
- Den tredje operation med kodenavnet "Operation Vitality", var erobringen af Zuid-Beveland.
- Den fjerde og sidste opeation var erobringen af Walcheren, som var blevet befæstet til et stærkt tysk støttepunkt. Som led i Atlantvolden blev Walcheren anset for at være den stærkeste samling af forsvarsstillinger, som nazisterne nogensinde havde bygget."[4]

Den 21. september rykkede 4. canadiske panserede division nordpå nogenlunde langs Ghent-Terneuzen kanalen, med den opgave at rydde et område på den sydlige side af Schelde omkring den hollandske by Breskens for tyske tropper i den såkaldte "Breskens lomme". Den polske 1. pansrede division tog retning mod den belgisk-hollandske grænse længere mod øst og det afgørende område nord for Antwerpen.
4. canadiske pansrede division rykkede fra et hårdt omkæmpet brohoved over Ghent-kanalen ved Moerbrugge og blev de første allierede tropper, som kom til at stå overfor de 2 store forhindringer i form af Leopold kanalen og Leie-kanalen. Der blev gennemført et angreb i nærheden af Moerkerke, hvor kanalerne blev krydset og der blev etableret et brohoved indtil modangreb nødvendiggjorde en tilbagetrækning med store tab.
1. polske pansrede division havde større fremgang mod øst, da den trængte nordøst på fra Ghent. I et område, som ikke var egnet til kampvogne og overfor stadig kraftigere modstand rykkede divisionen frem til kysten og erobrede den 20. september Terneuzen og ryddede den sydlige bred af Schelde østpå til Antwerpen.
Det stod klart for Simonds at enhver yderligere fremgang ved Schelde ville koste dyrt, da Breskens-lommen, der strakte sig fra Zeebrugge til Braakman og ind i landet til Leopold-kanalen var kraftigt forskanset af fjenden.

### Nordpå fra Antwerpen
Den 2. oktober indledte 2. canadiske division sin fremrykning nordpå fra Antwerpen. Der fulgte den 6. oktober en hård kamp ved Woensdrecht, målet for den første fase. Tyskerne, som var forstærket med kampfgruppe Chill, kunne se formålet i at holde fast der, og kontrollere den direkte adgang til Zuid Beveland og Walcheren.
Det kom til store tab, da canadierne angreb over åbent oversvømmet land. Silende regn, dødsfælder og landminer gjorde fremrykningen meget vanskelig. Den 13. oktober på det som blev kendt som "sorte fredag" blev Black Watch regimentet i den 5. canadiske infanteribrigade så godt som udslettet ved et mislykket angreb. Calgary Highlanders fulgte efter med et mere vellykket forsøg, og deres Carrier deling havde held til at erobre jernbanestationen ved Korteven. Der fulgte også svære kampe ved Hoogerheide men den 16. oktober var Woensdrecht sikret, hvilket afskar landforbindelsen til Zuid Beveland og Walcheren. Canadierne havde hermed nået deres første mål, men havde lidt store tab.
På dette tidspunkt øjnede feltmarskal Bernard Montgomery en mulighed og udstedte ordre om at åbning af Schelde havde højeste prioritet for 21. armégruppe. Mod øst angreb den 2. britiske hær i vestlig retning for at rydde Holland syd for Maas for tyske styrker, og sikre Schelde imod modangreb.
I mellemtiden koncentrerede Simonds styrker på Zuid Beveland halvøen. Den 4. canadiske pansrede division rykkede nordpå fra Leopold kanalen og erobrede Bergen op Zoom. Den 24. oktober blev de allierede linjer presset yderligere vestpå på halvøen, hvorved det blev sikret, at tyske modangreb ikke ville afskære 2. canadiske division, som nu rykkede vestpå langs den i retning af Walcheren.

### Operation Switchback
Den anden hovedoperation i slaget ved Schelde blev indledt med intense kampe for at fjerne Breskens-lommen. Her mødte 3. canadiske infanteridivision hårdnakket tysk modstand da den kæmpede for at passere Leopold kanalen.
Et tidligere mislykket forsøg fra 4. canadiske pansrede division ved Moerbrugge havde vist hvilken udfordring de stod overfor. Udover de formidable tyske stillinger ved både Leopold kanalen og Leie-kanalen var en stor del af området blevet oversvømmet.
Det blev besluttet, at det bedste sted at angribe ville være lige øst for hvor de to kanaler skiltes: en smal stribe af tørt land, kun nogle få hundrede meter bredt på den anden side Leopold kanalen (beskrevet som en lang trekant med grundlinjen på Maldegem-Aardenburg vejen og toppunktet nær landsbyen Moershoofd ca. 5 km mod øst).
Et angreb på to sider begyndte. 3. canadiske divisions 7. infanteribrigade angreb over Leopold kanalen, mens 9. infanteribrigade gennemførte et amfibieangreb fra den nordlige side (kystsiden) af lommen. Angrebet begyndte den 6. oktober støttet af kraftig artilleri og canadisk byggede Wasp Universal Carriere, som var udstyret med flammekastere. Flammekasterne skød over Leopold-kanalen, hvilket gav tropperne i 7. brigade mulighed for at storme op over de stejle bredder og og søsætte deres angrebsbåde. To udsatte og adskilte fodfæster blev dannet, men fjenden kom sig over choket og gik til modangreb, men kunne ikke fjerne canadierne fra deres yderst udsatte brohoveder. Den 9. oktober blev hullet mellem de to brohoveder lukket og om morgenen den 12. oktober var der blevet etableret en stilling over Aardenburg vejen.
Den 9. canadiske brigade gennemførte en amfibieoperation ved hjælp af Terrapin amfibiekøretøjer (første gang sådanne køretøjer blev anvendt i Europa) og Buffalo amfibiekøretøjer, som var bemandet med 5. britiske angrebsregiment fra Royal Engineers. Brigaden planlagde at krydse mundingen af Braakman tidevandsøen i amfibiekøretøjer og gøre landgang i nærheden af Hoofdplaat, en lille bebyggelse på kystsiden af lommen, og derved udøve pres fra to sider på en gang. På trods af vanskeligheder med at manøvrere køretøjer gennem kanalerne og en heraf følgende 24 timers forsinkelse, blev tyskerne overrasket og der blev etableret et brohoved. Igen kom tyskerne sig hurtigt og gik til modangreb med stor styrke. De blev imidlertid langsomt tvunget tilbage. 10. canadiske brigadede fra 4. pansrede division krydsede Leopold kanalen og rykkede mod Isabella Polder. Der på blev 3. divisions 8. canadiske brigade kaldt frem for at rykke sydpå fra kystsiden af lommen. Dette åbnede for en forsyningsrute over land ind i lommen.
3. division udkæmpede yderligere kampe for at rydde byerne Breskens, Oostburg, Zuidzande og Cadzand for tyske tropper samt for at tage kystfæstningen Fort Frederik Hendrik. Operation "Switchback" sluttede den 3. november da 1. canadiske armé befriede de belgiske byer Knokke og Zeebrugge, og officielt eliminerede Breskens lommer og fjernede alle tyske styrker syd for Schelde.

### Operation Vitality
Den tredje store operation i slaget ved Schelde blev indledt den 24. oktober da 2. canadiske infanteridivision indledte sin fremrykning gennem Zuid Beveland halvøen. Canadierne håbede på at rykke hurtigt frem, omgå modstand og erobre brohoveder over Beveland-kanalen, men de blev også forsinket af miner, mudder og stærke fjendtlige stillinger.
Et anfiebieangreb blev gennemført over den vestlige Schelde af den britiske 52. infanteridivision for at komme bag tyskernes stillinger ved Beveland kanalen. På denne måde blev denne formidable forsvarsstilling omgået og den canadiske 6. infanteribrigade begyndte et frontalt angreb i angrebsvåde. Ingeniørtropperne byggede bro over kanalen ved hovedvejen.
Da kanal-linjen var borte brød det tyske forsvar sammen og Zuid Beveland blev ryddet. Den tredje fase i slaget var hermed afsluttet.

### Operation Infatuate: Erobringen af Walcheren
Da den fjerde fase af slaget om Schelde begyndte var kun øen Walcheren ved mundingen af Schelde fortsat på tyske hænder. Øens forsvar var yderst stærkt: Tunge kystbatterier på vest- og sydkysten forsvarede såvel øen og Scheldemundingen, og kysten var blev kraftigt befæstet mod anfibieangreb. Desuden var der blevet bygget en forsvarslinje omkring byen Vlissingen for yderligere at forsvare dens havn, hvis en allieret landgang på Walcheren skulle lykkes. Den eneste adgang over land var Sloedam — en lang, smal digevej fra Zuid-Beveland, ikke meget mere end en hævet to-sporet vej. For at gøre tingene yderligere besværlige var området omkring digevejen for sumpet til at man kunne bevæge sig der til fods, men for tørt til at man kunne angribe i stormbåde.
For at hæmme tyskernes forsvar blev øens diger gennembrudt under angreb fra RAF's Bomber Command: Den 3. oktober ved Westkapelle med alvorlige civile tab, 7. oktober på to steder øst og vest for Vlissingen og den 11. oktober ved Veere. Dette oversvømmede den centrale del af øen og tvang de tyske forsvarere op på det højereliggende terræn omkring kysten og i byerne, men tillod også anvendelsen af amfibiekøretøjer.
Øen blev angrebet fra tre sider: over digevejen fra øst, over Schelde fra syd og over havet fra vest.
Den canadiske 2. infanteridivision angreb digevejen den 31. oktober 1944. Et indledende angreb fra Black Watch blev slået tilbage. Derefter sendte Calgary Highlanders et kompagni over, som også blev stoppet halvvejs over digevejen. Et andet angreb fra Calgary Highlanders havde held til at opnå et usikkert fodfæste. En dag med kampe fulgte, og derpå blev Calgary Highlanders afløst af Le Regiment de Maisonneuve som kæmpede for at fastholde brohovedet. "Maisierne" trak sig tilbage til digevejen den 2. november for at blive afløst af en bataljon Glasgow Highlanders fra den britiske 52. infanteridivision. I forbindelse med amfibieangrebene fortsatte 52. division fremrykningen.
Amfibielandgangen blev gennemført i to dele den 1. november. Operation Infatuate I bestod fortrinsvis af infanteri fra den britiske 155. infanteribrigade (4. og 5. bataljon af King's Own Scottish Borderers, 7/9. bataljon af The Royal Scots) og No. 4 Commando, som blev færget over fra Breskens i små landgangsbåde til en landgangsstrand i den sydøstlige del af Vlissingen, der havde kodenavnet "Uncle Beach". I løbet af de næste dage var de involveret i kraftige bykampe mod de tyske forsvarere.
Operation Infatuate II var amfibielandgangen ved Westkapelle, og blev også gennemført om morgenen den 1. november. Efter et kraftigt flådebombardement fra Royal Navy, blev der landsat tropper fra 4. Special Service Brigade (Nr. 41, 47 og 48 commando og Nr. 10 Inter Allied Commando, som fortrinsvis bestod af belgiske og norske tropper, støttet af specielle pansrede køretøjer (amfibie transportkøretøjer, minerydnings kampvogne, bulldozere, osv.) fra 79. pansrede division. De gik i land på begge sider på hullet i havdiget fra store landgangsbåde og amfibiekøretøjer. Det kom også til voldsomme kampe her inden ruinerne af byen blev erobret. En del af tropperne rykke mod sydøst i retning af Vlissingen, mens hovedstyrker fortsatte mod nordøst for at rydde den nordlige halvdel af Walcheren og få forbindelse med de canadiske tropper, som havde etableret et brohoved på den østlige del af øen. Nogle tyske tropper, som forsvarede dette område, ydede igen kraftig modstand, så kampene fortsatte indtil den 7. november.
Den 6. november faldt øens hovedby Middelburg efter et kalkuleret spil fra de allieredes side, hvor den tyske chef blev foreslået at overgive sig til en pansret styrke. Da Middelburg var umulig at nå med kampvogne blev en styrke af "Buffalo" amfibiekøretøjer kørt ind i Middelburg og gennemtvang en afslutning på al tysk modstand den 8. november.
I mellemtiden var den 4. canadiske pansrede division trængt østpå forbi Bergen op Zoom til Sint Philipsland hvor den sænkede adskillige tyske fartøjer i Zijpe havn.
Med adgangsvejene til Antwerpen ryddede var den fjerde fase af slaget om Schelde afsluttet. Schelde blev derefter ryddet for søminer og den 28. november (efter omfattende reparationer af havnefaciliteterne), sejlede den første konvoy ind i havnen anført af det canadiske fragtskib Fort Cataraqui.

## Felttogets betydning
Ved slutningen af den fem uger lange offensiv havde 1. canadiske armé taget 41.043 tyskere til fange. Efter at det første skib var ankommet den 28. november begyndte konvojer at bringe en stadig strøm af forsyninger til kontinentet, som begyndte at give ny energi til den allierede fremrykning, som var gået i stå. Tyskland erkendte betydning af at de allierede havde fået et dybvandshavn nær fronten, så i et forsøg på at ødelægge den, eller i det mindste afbryde strømmen af forsyninger affyrede tyskerne flere V2-raketter mod Antwerpen end mod nogen anden by. Rent faktisk blev næsten halvdelen af alle de V2-raketter, der blev affyret under krigen, sendt mod Antwerpen. Havnen i Antwerpen var så strategisk vigtig, at under Ardenneroffensiven var et af de primære tyske mål at generobre byen og havnen.

## Yderligere læsning
- Moulton, James L. 'Battle for Antwerp'
- Stacey, C.P. Official History of the Canadian Army in the Second World War. Volume III: The Victory Campaign: The Operations in North-West Europe, 1944-1945 (Ottawa: The Queens Printer, 1960)
- Whitaker, Denis and Shelagh Whitaker. Tug of War: Eisenhower's Lost Opportunity: Allied Command & the Story Behind the Battle of the Scheldt (Beaufort Books, 1985) ISBN 0-8253-0257-9

## Eksterne kilder
- Canadians on the Scheldt Arkiveret 13. august 2009 hos  Wayback Machine Fotos, information om slaget, video og mere om den canadiske rolle i slaget.
- Testaments of Honor, The Scheldt Arkiveret 28. november 2004 hos  Wayback Machine Officiel digital samling af erfaringer fra 2. verdenskrig.
- BBC, The Peoples War.
- War Amps of Canada Against All Odds, en dokumentarfilm af Cliff Chadderton
- Befrielsen af Holland på online Canadian War Museum
- The Calgary Highlanders Indeholder detaljeret historisk sektion med kort og beskrivelser af nøgleslag såsom Hoogerheide, The Coffin og stormen på Walcheren digevej.
- Canadiansoldiers.com artikel om slaget, herunder kort og detaljeret information om tyske enheder. Arkiveret 18. oktober 2007 hos  Wayback Machine
- Petty Officer Basil Woolf Royal Navy og hans beretning om LCH.269 og kampen om Walcheren Arkiveret 28. oktober 2020 hos  Wayback Machine
- Bidraget fra Nr 2 Dutch Troop, Nr 10 Inter Allied Commando i Infatuate I og Infatuate II. Arkiveret 20. oktober 2020 hos  Wayback Machine